# Sticthippus
Sticthippus is een geslacht van rechtvleugeligen uit de familie veldsprinkhanen (Acrididae). De wetenschappelijke naam van dit geslacht is voor het eerst geldig gepubliceerd in 1892 door Scudder.

## Soorten
Het geslacht Sticthippus  is monotypisch en omvat slechts de volgende soort:
- Sticthippus californicus (Scudder, 1892)